# Maurnes
Maurnes est une localité du comté de Nordland, en Norvège.

## Géographie
Administrativement, Maurnes fait partie de la kommune de Sortland.